# Cheesecake (песня)
«Cheesecake» (Чизкейк) — песня в исполнении белорусского певца TEO, с которой он представил Белоруссию на конкурсе песни «Евровидение-2014».
Песня была выбрана 10 января 2014 года на национальном отборе Белоруссии на «Евровидение», что позволило Юрию представить свою страну на международном конкурсе песни «Евровидение-2014», который прошёл в Копенгагене, Дания.

## Позиции в чартах
| Чарт (2014)                 | Наивысшая позиция |
| --------------------------- | ----------------- |
| Австрия (Ö3 Austria Top 40) | 75                |
| Ирландия (IRMA)             | 68                |
| UK Singles Chart            | 140               |